# Sergio Kamalakian
Sergio Luis Kamalakian Savone (São Paulo, 18 de julho de 1984) é um estilista e empresário brasileiro, fundador da marca Sergio K.

## Biografia
Descendente de armênios, Sergio cursou Relações Internacionais, mas desde criança tinha paixão por transformar suas roupas e calçados. Em 2004, iniciou sua marca vendendo sapatos feitos à mão, no Brasil e na Argentina. Dois anos mais tarde, o notável sucesso, atrelado ao ótimo feeling para os desejos de seus clientes, fez com que desse início à produção de roupas e acessórios.
O estilista passou a ser visto como um grande nome da moda por importantes veículos brasileiros, além de consagrados nomes da moda e do marketing de luxo, todos reforçando a irreverência, originalidade e comunicação com o público.

## Início de carreira
Sergio começou sua carreira aos 17 anos transformando suas próprias roupas. Diferente de muitos jovens ricos paulistanos que trabalham na empresa de suas famílias, Sérgio Kamalakian desde cedo foi ousado criando sua própria marca. Na época seus pais não queriam que ele usasse o sobrenome por conta da exposição e da segurança, então ele abreviou para Sergio K.
Tudo começou após perceber que não dava para trabalhar com os negócios da sua família, onde trabalhava com o pai no ramo de eventos. Sérgio K viu um mercado promissor no eixo masculino. Na época, começando com sapatos, ele percebeu que ou eram importados e caros, ou nacionais e ‘chulés’. “Vendi um relógio que tinha ganhado do meu avô por R$ 8 mil e comecei meu negócio [o modelo em questão era um Piaget].” Foi então para Franca, interior de São Paulo, onde comprava pares de sapatos e vendia para amigos, até abrir sua primeira loja na Oscar Freire. Irreverente desde sempre, comprou uma garrafa de whisky, serviu aos clientes e pronto, foi o maior sucesso. Aos poucos, Sérgio K começou a oferecer gravatas, camisetas, carteiras e, depois, uma linha para crianças, marcas internacionais e até acessórios para casa.

## Sergio K
Depois de tentar cinco faculdades sem sucesso e de trabalhar na empresa de eventos da família, ele percebeu que o mercado de moda masculina tinha um buraco: ou os sapatos eram importados e caros ou nacionais e ‘chulés’. “Vendi um relógio que tinha ganhado do meu avô por R$ 8 mil e comecei meu negócio [o modelo em questão era um Piaget].” Foi para Franca, no interior de São Paulo, comprou sapatos que acabaram não exportados – “tudo com prazos de pagamento” – e passou a vender para os amigos. Quando surgiu o ponto na Oscar Freire, ele era vendedor, caixa e ouvido dos clientes. “Coloquei uma garrafa de uísque na loja e foi um sucesso. Os clientes iam todos os dias”, diz o empresário, que com o tempo começou a oferecer também gravatas, camisetas, carteiras e, depois, uma linha para crianças, marcas internacionais e até acessórios para casa.
Tudo o que ganhou nesses primeiros dois anos foi parar no seu segundo ponto, no Shopping Iguatemi. “No primeiro dia da nova loja os bombeiros precisaram intervir de tanta gente que tinha lá dentro.” Foi aí que veio o susto: era 2006 e Eliana Tranchesi (1955-2012) tinha sido presa há uns seis meses. “Nunca contei isso para ninguém, mas a minha gerente me ligou falando que a polícia estava lá. Eles queriam saber se eu iria até a loja ou se eles deveriam me buscar em casa.” De fato, a empresa não era regular e Sergio foi à Receita Federal. “Paguei tudo, legalizei minha marca e hoje ela está 100% em ordem.” Atualmente são 20 lojas próprias espalhadas pelo país e 300 pessoas que trabalham em seu time. Sergio faz visitas diárias às unidades de São Paulo (cinco no total), atende a seus clientes antigos pessoalmente e, entre 1º e 24 de dezembro, bate ponto o dia todo na loja do Iguatemi – a mais rentável de todas. “Adoro ficar no caixa. É onde a banana come o macaco, onde tudo acontece.”
Descendente de armênios, ele é do tipo que pede desconto em tudo. “Quando você tem dinheiro é tudo mais difícil, mais caro. Você pede desconto e ninguém entende. Mas eu negocio preço e depois de todas as reduções, ainda pergunto qual abatimento à vista.” Na sua marca, Sergio pensa em cada investimento que faz com essa mesma cabeça: “Não participo da Fashion Week porque não dá retorno. Prefiro gastar com presentes para meus clientes a fazer um desfile e ter na primeira fila blogueiras, cabeleireiros e estudantes de moda”.

## Conceito da marca
Suas coleções nunca seguem um único tema e têm como inspiração o lifestyle do próprio Sergio, com um DNA jovem, enfatizando viagens e festas. Em sintonia com as tendências da moda mundial, seus produtos são lembrados pela inovação e irreverência, por vezes até com campanhas e coleções polêmicas, que englobam o universo masculino de maneira descontraída e sem tabus, trazendo estampas com personagens icônicos, bebidas, festas, sexo, carros e motos.
Outra característica marcante é a associação a profissionais de peso, como o ousado e irreverente fotógrafo norte-americano Terry Richardson, além dos os melhores modelos masculinos do mundo (Marlon Teixeira, Colin Egglesfield, David Gandy, Jon Kortajarena, Sean O’Pry, Tony Ward, Andrés Velencoso e o transexual Oliwer Mastalerz), a mais velha modelo em atividade Carmen Dell'Orefice e Amanda Lepore.

## Polêmicas
Sergio Kamalakian costuma usar de polêmicas, ou segundo ele ser divertido e irreverente em suas campanhas de marketing, como em 2010, quando usou Amanda Lepore, uma transexual, na campanha de verão e Oliver Mastalerz, mulher que se transformou em homem, na coleção de inverno. Em sua campanha de 2012, aos 81 anos, Carmen Dell’Orefice é a mais antiga modelo em atividade no mundo. A veterana foi fotografada para o inverno da marca brasileira Sergio K. trocando carícias apimentadas com os gêmeos goianos Márcio e Marcos Patriota.
Uma das maiores polêmicas da marca foi a campanha pró impeachment de Dilma Rousseff, com uma camisa preta com o brasão da República e o slogan "Impeachment já", e "A culpa não é minha. Eu votei no Aécio.
Sergio também é conhecido por suas festas de aniversário extravagantes, tendo sempre suas festas cobertas pela imprensa nacional, entre as extravagâncias mais divulgadas estão Inês Brasil na época uma candidata para participar do programa Big Brother Brasil enjaulada e suas garçonetes seminuas.